# Hreada, Kameanka-Buzka
Hreada (în ucraineană Гряда) este un sat în comuna Neznaniv din raionul Kameanka-Buzka, regiunea Liov, Ucraina.

## Demografie
Componența lingvistică a localității Hreada
     Ucraineană (100%)
Conform recensământului din 2001, toată populația localității Hreada era vorbitoare de ucraineană (100%).